# Płoskinia
Płoskinia (deutsch: Plaßwich, früher auch Plaßwig) uns Płoskinia-Kolonia sind zwei Orte im Powiat Braniewski (Kreis Braunsberg) in der polnischen Woiwodschaft Ermland-Masuren. Das Dorf Płoskinia ist zugleich Sitz der gleichnamigen Landgemeinde.

## Geographie
Das Kirchdorf liegt in der historischen Region Ostpreußen, etwa 37 Kilometer ostnordöstlich der Stadt Elbląg (Elbing)  und 16 Kilometer südsüdöstlich der Stadt Braniewo (Braunsberg). Südlich an das Dorf angrenzend liegt Płoskinia-Kolonia.

## Das Dorf Płoskinia

### Ortsgeschichte

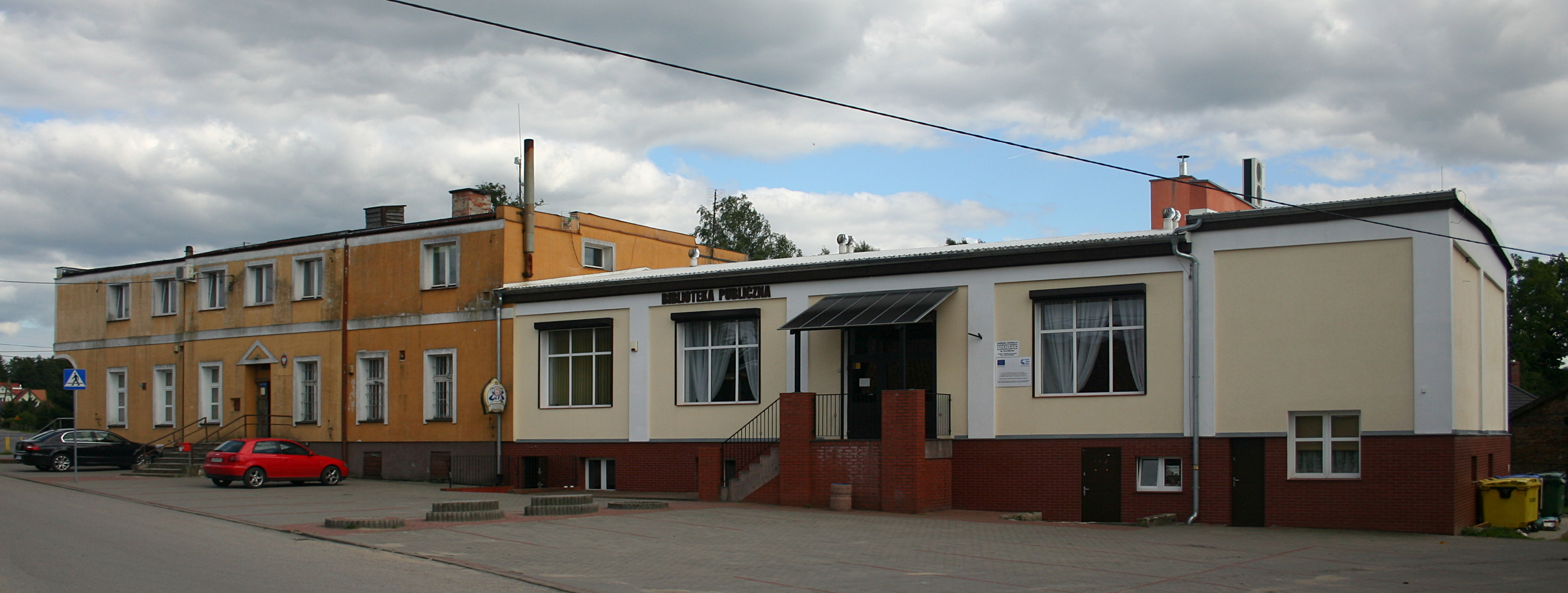
Poststelle und öffentliche Bibliothek (2017)

Plaßwich (Plasswich), südwestlich von Königsberg und südsüdöstlich der Stadt Braunsberg, auf einer Landkarte von 1910

Das Dorf wurde vor 1301 auf dem pruzzischen Feld Scolyten gegründet und erhielt seine Handfeste im Jahr 1305; Anfang des 16. Jahrhunderts wurde es Plastwigk genannt.
Im Jahr 1785 wird Plaswich als ein königliches Dorf mit einer Kirche und 44 Feuerstellen (Haushaltungen) bezeichnet.
Am 1. April 1927 hatte das Gut Schwirrgauden (polnisch Świergudy) eine Flächengröße von 72 ha, 89 ar und 70 m², und am 16. Juni 1925 hatte der Gutsbezirk 22 Einwohner. Am 30. September 1928 wurde der Gutsbezirks Schwirrgauden in die Landgemeinde Plaßwich eingegliedert; am 17. Oktober 1928 erfolgte die Eingliederung der Landgemeinde Bormanshof (polnisch Wólka Tolkowiecka) in die Landgemeinde Plaßwich.
Bis 1945 gehörte das Dorf Plaßwich zum Kreis Braunsberg im Regierungsbezirk Königsberg der preußischen Provinz Ostpreußen im Deutschen Reich.
Gegen Ende des Zweiten Weltkriegs wurde die Region im Frühjahr 1945 von der Roten Armee besetzt. Nach Beendigung der Kampfhandlungen wurde Plaßwich zusammen mit der gesamten südlichen Hälfte Ostpreußens von der Sowjetunion  der Volksrepublik Polen zur Verwaltung überlassen. In der Folgezeit wurde die einheimische Bevölkerung von der polnischen Administration aus dem Kreisgebiet vertrieben.
Von 1975 bis 1998 gehörte das Dorf zur Woiwodschaft Elbląg.

### Demographie
| Jahr | Einwohner | Anmerkungen                                                              |
| ---- | --------- | ------------------------------------------------------------------------ |
| 1782 | –         | königliches Dorf mit einer Kirche und 44 Feuerstellen (Haushaltungen)    |
| 1818 | 371       | [ 9 ]                                                                    |
| 1852 | 561       | [ 10 ]                                                                   |
| 1858 | 599       | davon 596 Katholiken, zwei Evangelische und ein Mennonit                 |
| 1864 | 521       | am 3. Dezember                                                           |
| 1867 | 659       | am 3. Dezember                                                           |
| 1871 | 682       | davon neun Evangelische, 667 Katholiken und sechs Juden                  |
| 1885 | 725       | am 1. Dezember, davon sieben Evangelische, 716 Katholiken und zwei Juden |
| 1910 | 568       | am 1. Dezember                                                           |
| 1933 | 681       | [ 17 ]                                                                   |
| 1939 | 670       | [ 17 ]                                                                   |

### Amtsbezirk Plaßwich (1874–1945)
Plaßwich war von 1874 bis 1945 Amtsdorf und damit namensgebend für einen Amtsbezirk im Kreis Braunsberg:
| Deutscher Name | Polnischer Name   | Anmerkungen                                   |
| -------------- | ----------------- | --------------------------------------------- |
| Bormanshof     | Wólka Tolkowiecka | 1928 nach Plaßwich eingemeindet               |
| Gedilgen       | Giedyle           |                                               |
| Lauenhof       | Łojewo            | 1928 nach Gedilgen eingemeindet               |
| Liebenau       | Lubnowo           |                                               |
| Pilgramsdorf   | Pielgrzymowo      |                                               |
| Plaßwich       | Płoskinia         |                                               |
| Rawusen        | Robuzy            | 1925 in den Amtsbezirk Langwalde umgegliedert |
| Schwirrgauden  | Świergudy         | 1928 nach Plaßwich eingemeindet               |
| Straubendorf   | Strubno           |                                               |

### Religion

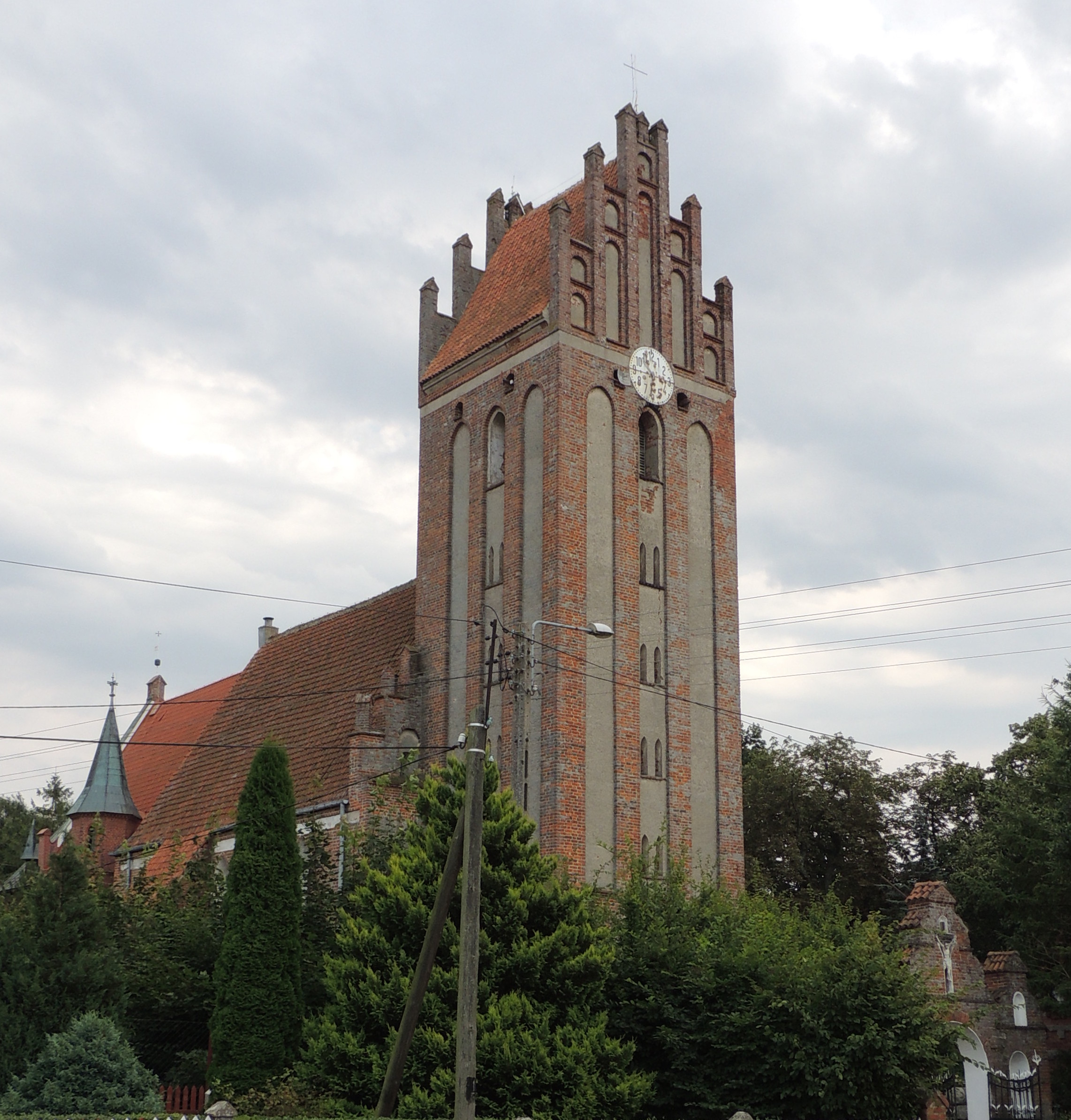
Dorfkirche Sankt Katharina (2013), schon vor 1945 katholisch, erbaut im 14. Jahrhundert

#### Römisch-katholische Kirche
Die Katharinenkirche wurde im 14. Jahrhundert erbaut, 1346 wird ein Pfarrer Johannes genannt. Der Innenraum des Langhauses einschließlich des im späten 19. Jahrhundert hinzugefügten Chors ist etwa 32 Meter lang und zwölf Meter breit.
Das Gebäude, das zuvor der katholischen Pfarrgemeinde Plaßwich als Gotteshaus gedient hatte, wurde 1945 zugunsten der Römisch-katholischen Kirche in Polen zwangsenteignet.

#### Evangelische Kirche
Plaßwich war und Płoskinia ist kein evangelisches Kirchdorf. Bis 1945 war der Ort in die evangelische Kirche Braunsberg (polnisch Braniewo) in der Kirchenprovinz Ostpreußen der Kirche der Altpreußischen Union eingepfarrt, seither gehören die evangelischen Kirchenglieder zur Diözese Masuren der Evangelisch-Augsburgischen Kirche in Polen.

### Sehenswürdigkeiten
- Katharinenkirche aus dem Jahrhundert

### Verkehr
Die etwa acht Kilometer westsüdwestlich gelegene Ortschaft Chruściel (Tiedmannsdorf) hat einen Bahnhof an der nurmehr im Güterverkehr betriebenen Bahnstrecke Malbork–Braniewo (Marienburg – Braunsberg).

## Płoskinia-Kolonia
|  |

Płoskinia-Kolonia ist eine gesonderte Verwaltungseinheit innerhalb der Gmina Płoskinia, gleichwohl ein cęść wsi Płoskinia (= "ein Teil des Dorfs Płoskinia"). und beansprucht ein sehr weitflächiges Gelände. Über die Geschichte dieses Ortes gibt es keine Belege, so auch nicht über die Zeit vor 1945 und eine evtl. deutsche Namensform. Vom Dorf Płoskinia aus verläuft durch Płoskinia-Kolonia eine Nebenstraße, die über Giedyle (Gedilgen), Robuzy (Rawusen) bis nach Łozy (Klingenberg) führt. 

## Gmina Płoskinia

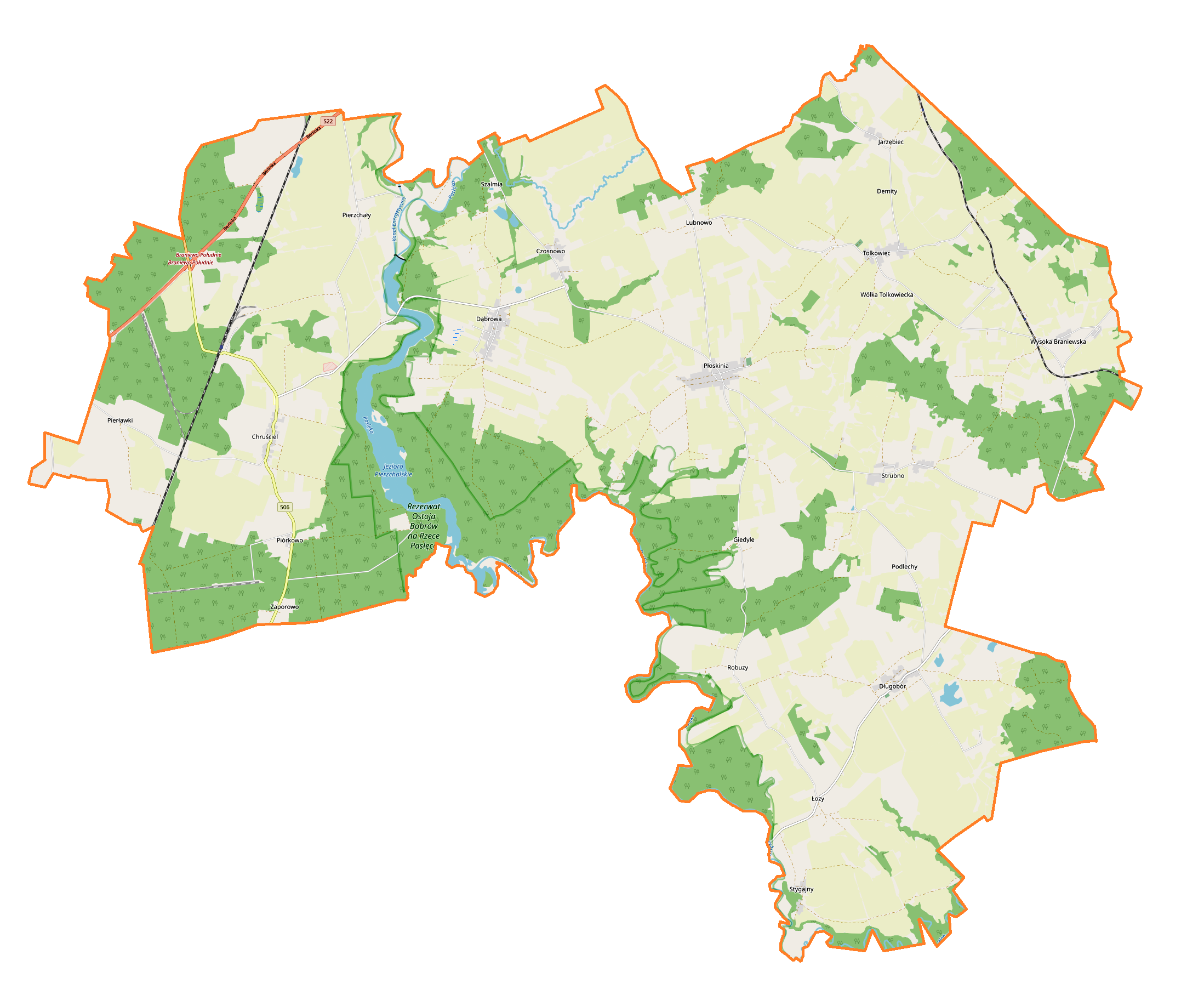
Ortsplan der Gmina Płoskinia

### Geographie
Die Gemeinde hat eine Flächenausdehnung von 172,05 km². 63 % des Gemeindegebiets werden landwirtschaftlich genutzt, 27 % sind mit Wald bedeckt.

### Sołectwo
Zur Landgemeinde Płoskinia gehören 14 Sołectwos (Schulzenämter)  (deutsche Namen bis 1945):
- Chruściel (Tiedmannsdorf)
- Dąbrowa (Schöndamerau)
- Długobór (Langwalde)
- Jarzębiec (Schönau)
- Łozy (Klingenberg)
- Lubnowo (Liebenau)
- Pielgrzymowo (Pilgramsdorf)
- Pierzchały (Pettelkau)
- Płoskinia (Plaßwich)
- Podlechy (Podlechen)
- Robuzy (Rawusen)
- Strubno (Straubendorf)
- Tolkowiec (Tolksdorf)
- Wysoka Braniewska (Hogendorf)

Weitere Ortschaften der Gemeinde sind:
- Bliżewo (Blieshöfen)
- Czosnowo (Knobloch)
- Demity (Demuth)
- Giedyle (Gedilgen)
- Łojewo (Lauenhof)
- Pierławki (Parlack)
- Piórkowo (Födersdorf)
- Płoskinia-Kolonia
- Stygajny (Stigehnen)
- Szalmia (Schalmey)
- Trąbki (Klein Tromp)
- Trąby (Groß Tromp)

Sonstige Orte: 
- Biskupie (Bischdorf)
- Długobór (Osada)
- Dorotówka (Darethenhof)
- Lisek (Fuchsberg)
- Lubień (Luben)
- Łunowo (Lunau)
- Mułki (Klein Maulen)
- Muły (Groß Maulen)
- Świergudy (Schwirrgauden)
- Wólka Tolkowiecka (Bormanshof)
- Wołki (Wölken)

### Söhne und Töchter der Gemeinde
- Heinrich Eberts (Förster) (1883–1979), Ministerialdirektor, Hochschullehrer in Eberswalde und Hannoversch Münden
- Anton Fehlau (* 6. März 1923 in Pilgramsdorf; † 10. Oktober 2019 in Kaufbeuren), Kriegsteilnehmer und Autor